# Chiesa di San Martino (Piazza Brembana)
La chiesa di San Martino oltre la Goggia è il principale luogo di culto cattolico di Piazza Brembana e di Lenna, le cui origini risalgono all'VIII secolo e sicuramente era già parrocchia nel secolo XIII. 

## Storia
La chiesa conosciuta come San Martino oltre la Goggia perché posta nel territorio della val Brembana detto Oltre la Goggia così citato da Giovanni Da Lezze nel 1596, come sede della vicaria dei paesi dell'alta valle facente parte del Pagus Brembanus. L'edificio era già presente sul territorio al tempo dei Franchi precedente il primo millennio, ma il primo documento che lo nomina risale al 1260, ed era la registrazione su pergamena del pagamento di una tassa di 21 soldi. La chiesa era sicuramente parrocchia già dal 20 dicembre 1288, come risulterebbe da un documento redatto dal parroco. 

Nel 1360 il luogo di culto si trova indicato nell'elenco nota ecclesiarum voluto da Bernabò Visconti per definire le taglie e le decime imposte dai Visconti di Milano al clero di Bergamo, l'elenco indica la presenza di tre chierici e un parroco. Le modifiche che furono eseguite nel XV secolo, modificarono completamente l'edificio medioevale, lavori che terminarono con l'affrescatura della torre campanaria nel 1480,edificio costruito su disegno di Mauro Codussi. Davanti al notaio Fantino Donati e sei testimoni la fabbriceria affidò alla ditta Ventura Fanzago il 14 giugno 1620, la fusione delle prime due campane 
(Archivio parrocchiale)
Gli atti della visita pastorale del 1575 di san Carlo Borromeo permettono di ricostruire la conformazione dell'edificio. Risulta infatti che l'abside aveva ben tre altari, che vi era una parte cimiteriale vicino alla fonte battesimale e che all'interno delle cappelle vi erano spazi per i laici, a questi si chiedeva di porre una cancellata, e di dividere gli altari laterali da quello maggiore. 

Alla metà del XIX secolo la chiesa si trovata in uno stato di grave ammaloramento.  La descrizione presente nell'archivio parrocchiale ne consente una ricostruzione. La parte del presbiterio e del coro era voltata e presentava decorazioni a stucco. La navata era intonacata con la copertura lignea a vista. La facciata era in uno stato molto logoro, con le porte d'ingresso gravemente danneggiate. Una lapide sepolcrale posta nel centro dell'aula indicava la sepoltura dei parroci Calvi. Il presbiterio a pianta quadrata con l'altare maggiore in marmo e con tabernacolo in legno, era accessibile da una gradinata completa di doppie balaustre in marmo e dalla cancellata. Un grande crocifisso era posto sulla parte alta del coro. 
Le cappelle di santa Caterina d'Alessandria con altare in marmo nero e di an Carlo Borromeo, divise da un muro, completavano la zona presbiteriale.
Il 29 giugno 1868 la chiesa fu colpita da un fulmine che portò danneggiamenti ai muri laterali e alle strutture di sostegno del tetto. Si dovette quindi provvedere alla costruzione di un nuovo edificio su progetto dell'architetto pontesampietrino Preda. Il lavoro fu appaltato nell'aprile del 1869 con inizio lavori il 5 agosto e il termine al maggio 1871, ma nel luglio del 1870 crollarono le tre campate interne e il 5 agosto 1870 la facciata della chiesa. Ciò avvenne per colpa della scarsità nella qualità dei materiali e della manodopera ritenuta non competente.

La ripresa dei lavori con la ricostruzione la si deve all'arciprete don Angelo Tondini, che mise a disposizione tutto il suo patrimonio, esempio che fu seguito dagli abitanti del paese e di tutto il vicariato, permettendo all'edificio di essere terminato nel 1873. La nuova parrocchia fu consacrata il 20 novembre 1883 dal vescovo di Bergamo Gaetano Camillo Guindani che mantenne la dedicazione a san Martino di Tours.
L'edificio ebbe bisogno di ulteriori lavori. Furono realizzate le bussole d'ingresso e costruita la gradinata che conduce alla chiesa nel 1948 su progetto dell'ingegnere Dante Fornoni.

## Descrizione

### Esterno
L'edificio è posto al culmine di una gradinata suddivisa in quattro rampe e composta di gradoni in serizzo, con la facciata rivolta a ovest. La chiesa dalla forma neogotica è a pianta longitudinale. La facciata presenta un ampio porticato con tre grandi arcate ogivali di cui quella centrale di dimensioni maggiori, portanti il cornicione terminante dal tetto a due spioventi.
La chiesa presenta sedici vetrate a senso acuto lanceolato policrome di cui quella maggiore ha un'altezza di 5,88 m e larga 2,33 posta sulla facciata, mentre le minori hanno un'altezza di 4,46 m e larghezza di 1,38 m.

### Interno
L'aula è composta su tre navate divisa in cinque campate da quattro sottili colonne polistili per parte.
Le decorazioni dell'aula sono frutto del rifacimento del 1964, e le pitture raffiguranti le stazioni della Via Crucis sono opera del 1948 eseguite da Federico Campagnoni. Gli ornamenti presentano motivi che si richiamano al gotico.  Caratteristica che si ripete nelle decorazioni delle tre bussole in legno di noce intagliato. Il lato sinistro conserva il fonte battesimale  posto in una nicchia terminante in coprifonte sempre di legno di stile gotico.
L'aula è completata nella parte centrale del pulpito ligneo settecentesco composto da un intreccio di motivi vegetali e floreali, con nicchie che conservano due statue raffiguranti gli evangelisti, originariamente l'opera era completa di quattro statue, lavoro di fantoniana.

La navata termina con l'altare del Sacro Cuore in stucco dipinto dorato culminante con un grande arco a sesto acuto con pinnacoli, dove sono collocate piccole statue di santi. L'altare è completato dalle statue raffiguranti la Maddalena, la Veronica, il tempio votivo la Morte. Centrale, in una nicchia, la statua del Sacro Cuore di Gesù. Sopra l'altare in una teca in vetro è collocata la statua del Cristo morto proveniente dall'antica chiesa.
Una doppia balaustra ricurva in marmo arabescato orobico rosso di manifattura settecentesca precede il presbiterio e presenta decorazioni a intarsio floreale con fiori e volatili. L'altare ha il paliotto in marmo e la tribuna settecentesca riccamente dorata. Il tabernacolo è sorretto dalle statue raffiguranti due angeli. Sei colonne, che hanno sulla base il rilievo che racconta fatti dell'Antico Testamento, composte da angeli cariatidi sorreggono il baldacchino che copre il ciborio.
Sulla sinistra del presbiterio si conserva il polittico opera del 1500-1504 di Lattanzio da Rimini composto da tavole in legno raffiguranti:  San Martino condivide il suo mantello con un uomo povero  centrale e ai lati  san Pietro e san Paolo, i santi Giacomo e Giovanni Evangelista, san Giovanni Battista e san Bernardo. E le tele di Carlo Ceresa raffiguranti i quattro evangelisti.
Di interesse sono anche i lacerti di affresco che conservano la datazione del 1480, che sono stati oggetto di restauro nel 1990, raffiguranti una Madonna in trono col Bambino e sant'Alessandro di Bergamo, con il vessillo gigliato.